# پاک (قمر)
پاک (انگلیسی: Puck;‎/ˈpʌk/‎) یکی از قمرهای اورانوس است که در دسامبر ۱۹۸۵ توسط وویجر ۲ کشف شد.Smith Soderblom et al..